# 209 (số)
209 (hai trăm linh chín) là một số tự nhiên ngay sau 208 và ngay trước 210.